# Ida R. Alldredge
Ida Romney Alldredge (Colonia Juárez, México, 7 de enero de 1892 – Mesa, Arizona, Estados Unidos, 14 de junio de 1943) fue una escritora estadounidense, autora del himno de la Iglesia Mormona They, the Builders of the Nation (Ellos, los Constructores de la Nación).

## Biografía
Ida Romney era originaria de Colonia Juárez, Chihuahua, México, su padre Miles Park Romney y su madre Catherine Cottom. Por parte de padre, tenía un tío gobernador de Míchigan George W. Romney. Ida Romney se casó con Leo "Lew" Alldredge, el 26 de agosto de 1911.Al año siguiente, se trasladaron a Douglas (Arizona), con la totalidad de los colonos mormones, decididos a dejar México debido a las disrupciones de la Revolución mexicana. Lew trabajó como comerciante en Arizona. Y finalmente se trasladaron a la localidad de Mesa, Arizona, donde Ida vivió hasta su deceso.

## Obra
Ida escribió numerosos poemas para la Relief Society Magazine y el Juvenile Instructor. Entre los años 1920 y los de 1930 escribió más de 30 poemas. Alldredge escribió más de 400 poemas en total, así como numerosas obras musicales y algunas obras dramáticas.
Sus letras fueron llevadas a canciones por contemporáneos, tales como George Careless, B. Cecil Gates, William Clive. Ida produjo canciones para las Conferencias Generales, en los Templos de Salt Lake y Mesa (Arizona), y al momento de la consagración del Templo de Arizon en 1927. Isa es probablemente la más conocida por los textos musicales para los Santos de los Últimos Días,  y por el himno They, the Builders of the Nation. 

## Algunas publicaciones
- 1996. Ida Romney Alldredge. 196 pp.

- 1939. Resurrection Morning: Sacred Cantata for Women's Three-part Chorus (SSA) with Soprano (or Tenor) Solo Or for Mixed Voices (SSATB Or SSAB). Con Brigham Cecil Gates. Editor Choir Publ. Co. 47 pp.

- 1931. I Would Not Part the Curtains: Song, Solo Or Duet. Con William Claude Clive. Editor Wm. Claude Clive, 5 pp.